# Wellingtoni repülőtér
A Wellingtoni repülőtér (IATA: WLG, ICAO: NZWN) Új-Zéland egyik nemzetközi repülőtere, amely Wellington közelében található. Éves utasforgalma 6 337 165 fő (2018).

## Futópályák
A repülőtér futópályái:
- 16/34 (2081 m, aszfalt)

## Forgalom
Az utasforgalom az elmúlt években az alábbi módon változott:
| Utasok száma | 1 958 394 | 3 591 696 | 3 812 070 | 4 570 055 | 5 373 227 | 5 175 927 | 5 482 948 | 5 848 795 | 6 441 935 | 3 225 877 |
|              | 1996      | 1999      | 2002      | 2005      | 2008      | 2010      | 2013      | 2016      | 2019      | 2022      |

## Légitársaságok és úticélok
2025-ben a Wellingtoni repülőtérről az alábbi járatok indulnak (Utoljára frissítve: 2025-02-23):
| Légitársaság    | Célállomások |
| --------------- | --- |
| Air Chathams    | Chatham Islands |
| Air New Zealand | Auckland, Blenheim, Brisbane, Christchurch, Dunedin, Gisborne, Hamilton, Melbourne, Napier, Nelson, New Plymouth, Queenstown, Rotorua, Sydney, Tauranga, Timaru |
| Fiji Airways    | Nadi |
| Golden Bay Air  | Tākaka |
| Jetstar         | Auckland, Christchurch, Gold Coast, Queenstown |
| Originair       | Nelson, Taupō, Westport |
| Qantas          | Brisbane, Melbourne, Sydney |
| Sounds Air      | Blenheim, Nelson, Picton |